# Usechimorpha
Usechimorpha är ett släkte av skalbaggar. Usechimorpha ingår i familjen barkbaggar.
Kladogram enligt Catalogue of Life:
| Usechimorpha | \| \| Usechimorpha barberi \| \| \| \| \| \| Usechimorpha montanus \| \| \| \| |
|              | \| \| Usechimorpha barberi \| \| \| \| \| \| Usechimorpha montanus \| \| \| \| |
|              | Usechimorpha barberi                                                           |
|              |                                                                                |
|              | Usechimorpha montanus                                                          |
|              |                                                                                |